# Ituglanis nebulosus
Espèce
Ituglanis nebulosus est une espèce de poissons d'eau douce de la famille des Trichomycteridae.

## Répartition
Ituglanis nebulosus est endémique de Guyane française.

## Description
Ituglanis nebulosus peut mesurer jusqu'à 35 mm, queue non comprise.

## Classification
Le nom valide complet (avec auteur) de ce taxon est Ituglanis nebulosus de Pinna (d) & Keith (d), 2003,.

## Étymologie
Son épithète spécifique, du latin nebulosus, « nuageux, brumeux », fait référence à la coloration de ce poisson.

## Publication originale
- (en) Mário de Pinna et Philippe Keith, « A new species of the catfish genus Ituglanis from French Guyana (Osteichthyes: Siluriformes: Trichomycteridae) », Proceedings of the Biological Society of Washington, Washington, Biological Society of Washington (d), vol. 116, no 4,‎ décembre 2003, p. 873-882 (ISSN 0006-324X et 1943-6327, OCLC 1536434, lire en ligne).